# Оуквуд (Міссурі)
Оуквуд (англ. Oakwood) — селище (англ. village) в США, в окрузі Клей штату Міссурі. Населення — 198 осіб (2020).

## Географія
Оуквуд розташований за координатами 39°12′2″ пн. ш. 94°34′14″ зх. д. / 39.20056° пн. ш. 94.57056° зх. д. (39.200484, -94.570566).  За даними Бюро перепису населення США в 2010 році селище мало площу 0,51 км², уся площа — суходіл.

## Демографія
Згідно з переписом 2010 року, у селищі мешкало 185 осіб у 78 домогосподарствах у складі 58 родин. Густота населення становила 366 осіб/км².  Було 80 помешкань (158/км²).
Расовий склад населення:
| - 97,3 % — білих - 1,6 % — корінних американців - 1,1 % — осіб інших рас |

До двох чи більше рас належало 0,0 %. Частка іспаномовних становила 5,9 % від усіх жителів.
За віковим діапазоном населення розподілялося таким чином: 17,3 % — особи молодші 18 років, 54,6 % — особи у віці 18—64 років, 28,1 % — особи у віці 65 років та старші. Медіана віку мешканця становила 55,6 року. На 100 осіб жіночої статі у селищі припадало 103,3 чоловіків;  на 100 жінок у віці від 18 років та старших — 98,7 чоловіків також старших 18 років.
Середній дохід на одне домашнє господарство  становив 107 412 долари США (медіана — 92 750), а середній дохід на одну сім'ю — 115 653 долари (медіана — 94 750). За межею бідності перебувало 11,8 % осіб, у тому числі 36,8 % дітей у віці до 18 років та 0,0 % осіб у віці 65 років та старших.
Цивільне працевлаштоване населення становило 69 осіб. Основні галузі зайнятості: освіта, охорона здоров'я та соціальна допомога — 21,7 %, роздрібна торгівля — 17,4 %, публічна адміністрація — 15,9 %, виробництво — 14,5 %.